# Romeo e Giulietta (film 1968)
Romeo e Giulietta è un film del 1968 diretto da Franco Zeffirelli, trasposizione dell'omonima opera teatrale di William Shakespeare.
È stato adattato per il grande schermo da Franco Brusati, Masolino D'Amico e dallo stesso Zeffirelli, ed è noto per essere, oltre che tra le rappresentazioni più fedeli al testo scritto, una delle prime versioni dell'opera di Shakespeare in cui gli attori principali sono molto vicini all'età dei personaggi originali; infatti, durante le riprese Leonard Whiting (Romeo) aveva diciassette anni e Olivia Hussey (Giulietta) sedici. È stato girato in lingua inglese.

## Trama
(Voce fuori campo)
Come nella tragedia in cinque atti scritta in versi e in prosa per il teatro da William Shakespeare tra il 1594 e il 1596, l'antico e forte odio tra le ricche famiglie Veronesi dei Montecchi e dei Capuleti insanguina la città.
Verso l'inizio della vicenda Romeo Montecchi si reca insieme ai suoi amici Benvolio e Mercuzio mascherato a un ballo dei Capuleti, dove vede Giulietta, la bella figlia del suo nemico, e a prima vista si innamora perdutamente di lei. I due durante la serata, si ritrovano appartati lontani da occhi indiscreti dove si scambiano qualche parola e il tutto si conclude con un bacio. A fine serata e del ballo, egli apprende con sgomento, così come Giulietta, di essere in realtà rivali poiché appartenenti alla famiglia del proprio nemico. Desideroso di vedere la ragazza, Romeo scavalca il muro di casa Capuleti, e nascosto sotto il balcone dell'amata, al quale ella è affacciata, scopre, sentendola parlare, che è ricambiato, e nel corso della nottata i due si confrontano e si scambiano i loro voti d'amore eterno decidendo infine di sposarsi in segreto.
Il giorno seguente la cerimonia è celebrata da Padre Lorenzo, confessore ed amico di Romeo ma le cose cominciano subito ad andare male per i due giovani: Romeo incontra Tebaldo, cugino di Giulietta, e anche se viene offeso da quest'ultimo, rifiuta di battersi per la nuova, segreta parentela che li unisce. Interviene Mercuzio, figlio del Principe e amico fidato di Romeo, che viene ucciso da Tebaldo: allora Romeo, preso dalla rabbia e dal dolore, vuole vendicare l'amico, e dopo un violento duello riesce ad uccidere l'avversario.
Il Principe di Verona, per questo fatto, lo bandisce dalla città, così egli, dopo una notte di passione con Giulietta, è costretto a fuggire a Mantova.
Nel frattempo il padre Capuleti vuole che Giulietta sposi il ricco e nobile conte Paride, ed ella, non volendo tradire l'amato sposo, pur di non farlo accetta la proposta di Padre Lorenzo: una messa in scena in cui finga di acconsentire alle nozze e alla vigilia di esse beva una pozione che le dia una morte apparente, da cui si sarebbe destata dopo quarantotto ore; al momento del risveglio il frate, assieme a Romeo, che nel frattempo sarebbe stato debitamente informato di tutti i particolari dell'accaduto, sarebbe stato presente nella cripta dove sarebbe stata deposta la ragazza e avrebbe aiutato i due sposi a fuggire indisturbati. Ma il frate addetto a portare la lettera con su scritta tutta la faccenda non fa in tempo ad arrivare da Romeo che il ragazzo viene informato dal suo servitore Baldassarre, il quale aveva assistito al funerale della giovine, della morte della sua amata, e quindi decide di correre a Verona. Giunto davanti alla tomba nella quale è seppellita Giulietta, allontana il suo servo e scende nella cripta, dove in lacrime dona l'estremo saluto a Giulietta con un bacio d'amore per poi bere un forte veleno e accasciarsi vicino alla tomba di Giulietta:
Intanto anche Padre Lorenzo giunge alla tomba, convinto di trovare lo sposo già informato, ma, scoprendo invece il cadavere di Romeo, quando Giulietta si sveglia, cerca di portarla fuori senza farle capire cosa è realmente successo nella cripta. La ragazza invece nota subito il corpo dell'amato e rimane con lui mentre il frate fugge impaurito a causa delle grida di alcune persone che si stanno avvicinando alla tomba. A questo punto Giulietta, sconvolta e piena di dolore, decide di seguire anche lei l'infelice sorte dello sposo: prima cerca di bere il veleno dalla fiala del marito, ma essa è stata interamente prosciugata del suo contenuto; gli bacia allora le labbra, ma pure lì non vi è più traccia della bevanda fatale. Allora, pure lei intimorita dai rumori della gente che si avvicina alla cripta, prende il pugnale dello sposo e inizia a colpirsi con lenta forza al cuore, fino ad accasciarsi sul corpo dell'amato, morta:
Oh, pugnale felice, questa è la tua guaina!
Arrugginisci qui dentro e fammi morire»
Nell'ultima sequenza si assiste al funerale dei due infelici sposi, al seguito del quale i Capuleti e i Montecchi infine, addolorati, si riconciliano.
(Voce fuori campo)

## Produzione

### Riprese
Il film è stato girato in varie parti d'Italia. Le scene del balcone di Giulietta furono girate nel Palazzo Borghese di Artena (Roma). Il matrimonio tra i due innamorati venne invece celebrato nella Basilica Romana di S.Pietro a Tuscania (VT), dove furono girate anche le scene finali della tomba di famiglia di Giulietta. I duelli di spade furono ambientati nel centro storico di Gubbio (PG), dove si svolge anche il dialogo tra Mercuzio e Benvolio. Il cortile e gli interni di Palazzo Piccolomini a Pienza (SI) furono invece scelti dal maestro Zeffirelli, per ambientare la festa a casa Capuleti, per il primo incontro tra i due innamorati e per tutte le scene in casa Capuleti. Nella piazza della stessa Pienza fu anche girata la scena nella quale Mercuzio, Benvolio, Romeo e tutti i compagni si recano al ballo in maschera. Di Verona, città in cui William Shakespeare ambienta la tragedia, possiamo vedere, nel prologo, il panorama del centro storico, con la grande ansa dell'Adige che vi gira attorno.

### Cast
Inizialmente a Paul McCartney fu chiesto di recitare la parte di Romeo..
Venne poi scelto Leonard Whiting dopo tre mesi di provini ad altri trecento ragazzi, e venne così descritto dal regista:
«Ha un viso magnifico, soavemente melanconico, dolce, il tipo di giovane idealista che Romeo dovrebbe essere.»
La Hussey era apparsa in un provino a Londra nella parte di Jenny nell'opera The Prime di Miss Jean Brodie (La strana voglia di Jean) di fronte a Vanessa Redgrave. È stato durante questa rappresentazione che Franco Zeffirelli venne colpito dalla sua bellezza e abilità teatrale. Il regista l'aveva comunque inizialmente scartata per il ruolo di Giulietta, perché in sovrappeso. L'attrice che egli scelse però si tagliò i capelli appena prima delle riprese, rovinando l'effetto che aveva avuto su di lui. La Hussey fece allora un altro provino, ma questa volta si era trasformata in una bellissima adolescente e fu scelta tra 500 ragazze. Ebbe la parte. Il regista rimase preoccupato dalla figura intera della protagonista durante le riprese, e ordinò che non venisse più servita pasta sul set.
Durante la scena del duello dove Mercuzio lancia una spada verso il piede di Tebaldo, l'ombra di Mercuzio è in realtà l'ombra di Zeffirelli, lì al suo posto perché l'attore John McEnery era indisposto quel giorno.
Da rilevare che il film di Zeffirelli è una delle poche rappresentazioni in cui viene dato un ruolo visibile al personaggio di Rosalina (interpretato da Paola Tedesco).

## Colonna sonora
La colonna sonora del film è stata composta e diretta da Nino Rota, originariamente registrata su disco in vinile, contenente nove brani, tra cui la famosa What Is a Youth (Love Theme From Romeo and Juliet) con testo di Eugene Walter, interpretata da Glen Weston.
Il brano Ai giochi addio (versione italiana di: What is a Youth) con testo di Elsa Morante, venne affidato al cantante Bruno Filippini, che nel film è il menestrello e che aveva vinto il Festival di Castrocaro insieme a Gigliola Cinquetti. Questa versione è stata interpretata anche da Luciano Pavarotti e Natasha Marsh (soprano inglese).

## Promozione
(Tagline del film)

## Distribuzione

### Edizione home media
Il film è disponibile in formato DVD (EAN-13: 8010773202466 - ASIN: B000SL1S9I) e in formato Blu-ray (EAN-13: 5050582947304 - ASIN: B00CO8AFGK) distribuiti entrambi da Paramount.

### Edizione italiana
Il doppiaggio italiano è a cura della C.I.D.

## Accoglienza

### Critica
Il film è stato un enorme successo di pubblico in tutto il mondo (quasi 40 milioni di dollari d'incasso nei soli Stati Uniti). Vinse due premi Oscar: per la fotografia di Pasqualino De Santis e per i costumi di Danilo Donati.
Il critico cinematografico Roger Ebert ha scritto: «Credo che il Romeo e Giulietta di Franco Zeffirelli sia il più eccitante film mai fatto tratto da un'opera di Shakespeare»..
Secondo le valutazioni del sito internet Rotten Tomatoes, il film è recensito positivamente dal 97% dei critici.

## Riconoscimenti
- 1969 - Premio Oscar
  - Migliore fotografia a Pasqualino De Santis
  - Migliori costumi a Danilo Donati
  - Nomination Miglior film a Anthony Havelock-Allan e John Brabourne
  - Nomination Migliore regia a Franco Zeffirelli
- 1969 - Golden Globe
  - Miglior film straniero in lingua inglese
  - Miglior attore debuttante a Leonard Whiting
  - Miglior attrice debuttante a Olivia Hussey
  - Nomination Migliore regia a Franco Zeffirelli
  - Nomination Miglior colonna sonora a Nino Rota
- 1969 - British Academy Film Award
  - Migliori costumi a Danilo Donati
  - Nomination Migliore regia a Franco Zeffirelli
  - Nomination Miglior attore non protagonista a John McEnery
  - Nomination Miglior attrice non protagonista a Pat Heywood
  - Nomination Migliore scenografia a Renzo Mongiardino
  - Nomination Miglior montaggio a Reginald Mills
  - Nomination Miglior colonna sonora a Nino Rota

- 1968 - National Board of Review Award
  - Migliore regia a Franco Zeffirelli
- 1969 - David di Donatello
  - Migliore regia a Franco Zeffirelli
  - Targa d'Oro a Leonard Whiting
  - Targa d'Oro a Olivia Hussey
- 1969 - Nastro d'argento
  - Regista del miglior film a Franco Zeffirelli
  - Migliore fotografia a Pasqualino De Santis
  - Migliore scenografia a Luciano Puccini
  - Migliori costumi a Danilo Donati
  - Miglior colonna sonora a Nino Rota

## Casi mediatici
A causa della scena di nudo tra i due protagonisti e della loro minore età, il film provocò qualche polemica e il rating originale in Gran Bretagna e negli Stati Uniti fu "A", per adulti. Zeffirelli, per mostrare in una scena il seno di Olivia Hussey, dovette ottenere un permesso speciale dalla censura italiana; alla stessa Hussey fu proibita la visione a causa della scena da lei interpretata e l'attrice commentò come fosse possibile che non potesse vedere qualcosa che "vedo nello specchio ogni giorno".
Il 30 dicembre 2022, appena prima dello scadere dei termini stabiliti dallo stato della California per le azioni legali riguardanti violenze minorili passate, Hussey e Whiting, che al momento delle riprese avevano rispettivamente sedici e diciassette anni, hanno intentato una causa presso la Corte Superiore della contea di Los Angeles contro la Paramount Pictures per più di 100 dei 500 milioni di dollari di ricavi dichiarati dalla stessa Paramount, accusando abusi sessuali, molestie sessuali e frode, e per aver permesso a Zeffirelli di filmarli nudi a loro insaputa. Gli attori hanno sentito che questo li ha portati a soffrire di danni emotivi e angoscia mentale per decenni dopo il successo del film, e li ha lasciati con carriere che non sono riuscite a riflettere quel successo. La causa è stata poi archiviata dalla stessa Corte il 25 maggio 2023. Il giudice della Corte Superiore di Los Angeles Alison Mackenzie ha dichiarato che il caso non soddisfaceva i requisiti per la sospensione dei termini di prescrizione per abusi sessuali su minori, e ha anche criticato i querelanti per aver "raccolto con cura" gli statuti che credevano applicati al loro caso. Hussey e Whiting avrebbero in programma di presentare ricorso contro la sentenza, e hanno anche in programma di intentare una causa separata basata su una molto più "recente versione in DVD di Criterion del film che non sarebbe interessata dai termini di prescrizione".